# Trichoclinocera asiatica
Trichoclinocera asiatica är en tvåvingeart som beskrevs av Sinclair 2005. Trichoclinocera asiatica ingår i släktet Trichoclinocera och familjen dansflugor. Inga underarter finns listade i Catalogue of Life.